# Сан-Мигел-де-Ориш
Сан-Мигел-де-Ориш (порт. São Miguel de Oriz)  —  населённый пункт и район в Португалии,  входит в округ Брага. Является составной частью муниципалитета  Вила-Верде. Находится в составе крупной городской агломерации Большое Минью. По старому административному делению входил в провинцию Минью. Входит в экономико-статистический  субрегион Каваду, который входит в Северный регион. Население составляет 267 человек на 2001 год. Занимает площадь 2,44 км².